# Alliance mondiale des démocrates

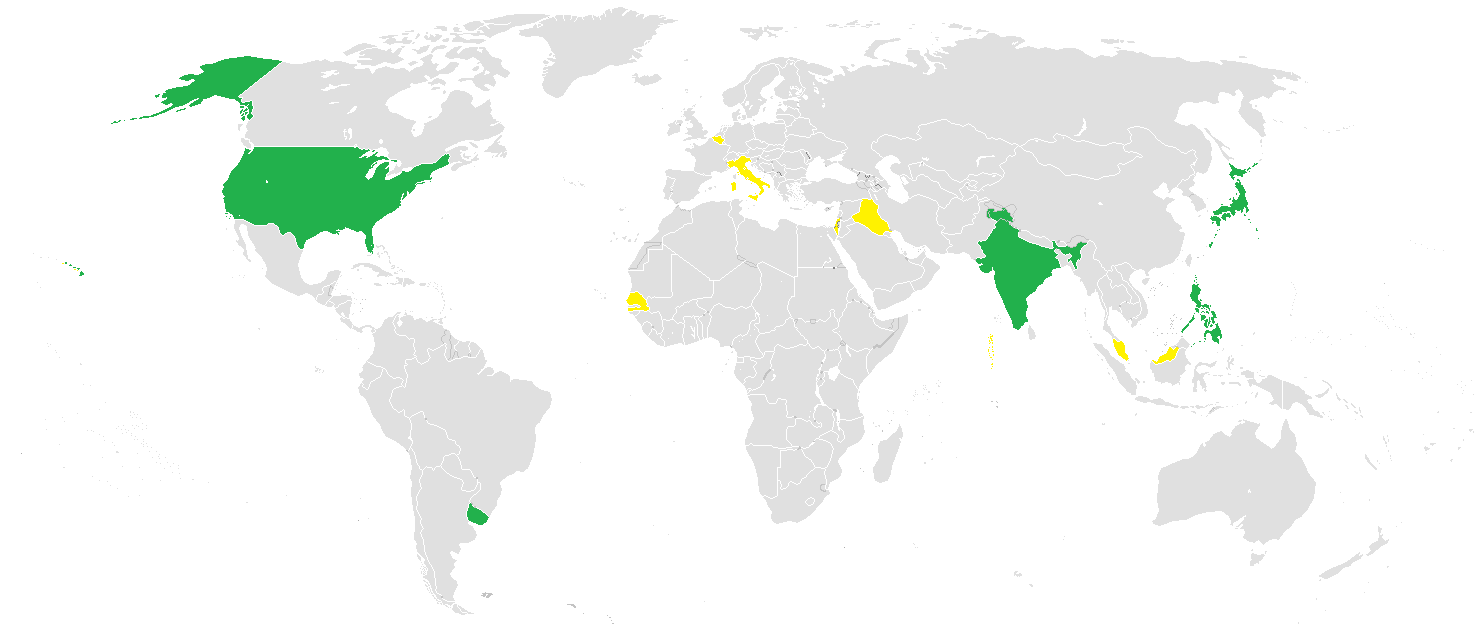
En vert, les partis membres de l'alliance qui ont dirigé une coalition gouvernementale. En jaune, les partis membres de l'alliance qui ont fait partie d'un gouvernement de coalition sans le diriger (Juin 2012)

Pour les articles homonymes, voir AMD.
L'Alliance mondiale des Démocrates était une structure internationale rassemblant à travers le monde les partis politiques ayant en partage un projet politique commun fondé sur l'idée d'une économie efficace au service de la cohésion sociale et du progrès partagé.  
Fondé en février 2005 par le Parti démocrate européen et la New Democrat Coalition du Parti démocrate américain, lors d'une convention tenue à Rome, il sera dissous en 2012. 

## Positionnement politique
L’AMD unit les partis ayant en commun une culture du réformisme politique, généralement appelée "démocrate" ou "humaniste", c'est-à-dire un mélange de social-libéralisme, personnalisme et christianisme social. Ils se définissent comme portant un grand projet de société qui ne soit « ni socialiste, ni conservateur » (et également différent du projet de l'internationale libérale), mettant l'accent sur la responsabilité individuelle et la solidarité collective.

## Direction
- Coprésidents :
  - François Bayrou ( France, MoDem)
  - Francesco Rutelli ( Italie, Alliance pour l'Italie)
  - Ellen Tauscher ( États-Unis, Démocrate)
- Coordinateur : Denis Badré ( France)

## Membres
- Afrique : 
  -  Afrique du Sud : Alliance démocratique
  -  Égypte : Parti du Front démocratique
  -  Sénégal : Parti démocratique sénégalais

- États-Unis : 
  - New Democrat Coalition du parti démocrate américain[1] et les think tank correspondants : 
    - National Democratic Institute for International Affairs
    - Center for American Progress
    - Progressive Policy Institute

- Amérique du Sud :
  - ALDEPAC (Alliance des libéraux et des démocrates d'Afrique, de la Caraïbe et du Pacifique)
  -  Chili : Parti démocrate-chrétien du Chili
  -  Uruguay : Front large

- Asie : 
  - Conseil des libéraux et des démocrates asiatiques et certains partis correspondants, par ailleurs membres de l'Internationale libérale
  -  Birmanie : National Council of the Union of Burma
  -  Cambodge : Parti Sam Rainsy
  -  Philippines : Parti libéral
  -  Singapour : Parti démocrate de Singapour
  -  Sri Lanka : Parti libéral du Sri Lanka
  -  Taïwan : Parti démocrate progressiste
  -  Thaïlande : Parti démocrate
  -  Hong Kong : Parti démocrate
  -  Inde : Parti du Congrès
  -  Kurdistan : Parti démocratique du Kurdistan
  -  Israël : Kadima
  -  Japon : Parti démocrate du Japon
  -  Kazakhstan : Parti démocrate
  -  Maldives : Parti démocrate maldivien

- Europe : 
  -  Union européenne, Parti démocrate européen et partis nationaux correspondants :
    -  Belgique : Mouvement des citoyens pour le changement (MCC)
    -  Chypre : Parti européen
    -  Espagne : Parti nationaliste basque
    -  France :
      - Mouvement démocrate
      - Union des démocrates et indépendants

    -  Italie : Alliance pour l'Italie
    -  Saint-Marin : Alliance populaire
    -  Slovaquie : Parti populaire - Mouvement pour une Slovaquie démocratique
    -  Slovaquie : Parti démocrate européen
    -  Pologne : Parti démocrate (Pologne, 1939)

  -  Union européenne hors PDE : 
    -  Espagne : Union démocratique de Catalogne (PPE)

  - Europe (hors Union européenne) :
    -  Royaume-Uni : Policy Network (think tank international basé à Londres)
    -  Andorre : Parti libéral d'Andorre

- Personnalités individuellement associées : 
  -  Afghanistan : Shukria Barakzai (militante féministe musulmane afghane)
  -  Espagne : Pasqual Maragall (ancien président de la Generalitat de Catalogne)
  -  Rwanda : Yolande Mukagasana (écrivain, témoin du génocide au Rwanda)